# ماغي كلاين
ماغي كلاين (بالإنجليزية: Maggie Cline) هي مغنية أمريكية، ولدت في 1857 في هافر هيل في الولايات المتحدة، وتوفيت في 11 يونيو 1934 في فير هافن في الولايات المتحدة.

## وصلات خارجية
- ماغي كلاين على موقع الموسوعة البريطانية (الإنجليزية)